# 横浜市立飯田北いちょう小学校
横浜市立飯田北いちょう小学校（よこはましりつ いいだきたいちょうしょうがっこう）は神奈川県横浜市泉区上飯田町にある公立小学校である。

## 概要
- 当校は、いちょう小学校（1973年開校）と飯田北小学校（1979年開校）を統合して開校した。なお、校名は、統合された2校の校名を合わせた。
- 当校の特色として、外国籍児童[注釈 1]の在籍が多いことが挙げられる。2022年4月1日現在全校児童179名に対し、外国籍児童は69名でこれは約39％である。外国にルーツを持つ児童まで含めると割合は約49％になる。外国籍児童が増えたのは、1998年まで隣接する大和市に「インドシナ難民定住促進センター」があったことと関係する。研修が終わり、センターを出た難民が学区内のいちょう団地に住むようになり、さらに近年難民を呼び寄せ家族を加えたためである[1]。
- 国語と算数においては、徹底した「少人数指導体制」をとっている[1]。
- 校歌の作詞・作曲はブラジル音楽ピアニストの今井亮太郎[2]
- 校章は手書きのデザインとそれに込めた思いを募集し、4作品の中から全校児童で投票し決定された。結果、飯田の米を描いた6年生の女子児童のデザインが選ばれた。また、これに加え統合前の2校の校章を使いたいと案が出たため、一部を採用。飯田北小の「桑の葉」と、いちょう小の「いちょうの葉」を取り入れた校章が完成し2015年1月24日に校歌とともに発表された[2]。

## 沿革
- 2014年（平成26年）4月1日 - 開校。
- 2015年（平成27年）1月24日 - 校歌と校章が決定し、児童や保護者、地域住民に公表[2]。

## 教育目標
- い…いつも元気で
- い…いい笑顔!!
- だ…誰とでも
- き…気持ちよく
- た…大切にしたい
- い…いい挨拶!!
- ち…力を合わせて
- ょ(よ)…よりよい学校を
- う…生みだそう!!

学校目標は『心つながり 笑顔ひろがり 世界にはばたく』である。

## 通学区域と進学先中学校
出典：

### 通学区域
- 泉区
  - 上飯田町（2288番地～2290番地、2544番地、2545番地、2594番地、2595番地、2597番地～2641番地、2644番地～2649番地、2658番地～2732番地、2736番地～2750番地、2832番地1号、2833番地～2839番地、2875番地～2879番地、2887番地～2891番地1号、2892番地、2895番地～2897番地、2900番地～2928番地、2933番地～2946番地、2955番地～4662番地、4686番地～4697番地、4706番地～4799番地、4802番地～4807番地、4812番地以降）

### 進学先中学校
公立中学校に進学する場合
- 横浜市立上飯田中学校

## 周辺
- 剣志館道場 - 同一敷地内
- 学校法人桐朋学園善隣館幼稚園 - 進学前幼稚園のひとつ
- ヤマダ電機テックランド横浜泉店
- 横浜市道環状4号線
  - なお、神奈川中央交通「飯田北小入口」バス停近くにある信号機は「飯田北小学校東側」となっており、「飯田北小学校」閉校後も変更されてない。
- 横浜市上飯田地区センター
- 桐朋学園プール
- 横浜市立上飯田中学校 - 主な進学先中学校

## アクセス
- 神奈川中央交通「下05」・「立02」の各系統で、「飯田北小入口」バス停下車後、約350m・約5分。
  - なお、「飯田北小学校」は無くなったが、バス停名に飯田北小入口という形で残っている。
- 横浜市営地下鉄ブルーライン下飯田駅から、上述の神奈中バス「下05」系統のバスに乗車し、「飯田北小入口」バス停下車後、徒歩。
- 相模鉄道いずみ野線いずみ中央駅から、上述の神奈中バス「立02」系統のバスに乗車し、「飯田北小入口」バス停下車後、徒歩。